# Nonnula
Nonnula es un género de aves galbuliformes perteneciente a la familia Bucconidae. Sus miembros son conocidos por el nombre común de monjillas o monjitas. 

## Especies
El género contiene seis especies:
- Nonnula amaurocephala - monjilla cabeciparda;
- Nonnula brunnea - monjilla canela;
- Nonnula frontalis - monjilla carigrís;
- Nonnula rubecula - monjilla macurú;
- Nonnula ruficapilla - monjilla coronada;
- Nonnula sclateri - monjilla de Sclater.